# دوریگو، نیو ساوت ولز
دوریگو (به انگلیسی: Dorrigo) یک شهرک در استرالیا است که در نیو ساوت ولز واقع شده‌است.